# Выборы в Законодательное собрание Свердловской области (2016)
Выборы в Законодательное собрание Свердловской области VII созыва прошли 18 сентября 2016 года в единый день голосования, одновременно с выборами в Государственную думу РФ. Выборы прошли по параллельной избирательной системе: из 50 депутатов 25 были избраны по партийным спискам, другие 25 — по одномандатным округам.

## Предшествующие события

### Процесс подготовки к выборам
15 июня, в рамках заседания, ЗакСо назначает выборы на 18 сентября 2021 года в рамках единого дня голосования, однако делая особую ремарку о том. Уже 16 июня, изберком Свердловской области утверждает календарный план мероприятий по подготовке и проведению выборов. Так, с 18 июня по 29 июля объявлется период выдвижения, а до 3 августа — период представления документов для регистрации кандидатов и списков, после чего, начиная с 20 августа и по 16 сентября проходит период агитации СМИ.
По итогу, до выборов были допущены десять партий — ЕР, КПРФ, СРЗП, ЛДПР, Яблоко, ПР, ГП, Зелёные, ЗЖР, Патриоты России. Также намеревались выдвинуться ППР, РППС, Коммунисты России, Родина и Воля.

## Избирательные округа
| №  | Округ                         | Состав | Избирателей (на 01.07.2015) |
| -- | ----------------------------- | --- | --------------------------- |
| 1  | Алапаевский                   | Муниципальное образование Алапаевское, город Алапаевск, Артёмовский городской округ, Махневское муниципальное образование, Туринский городской округ                                                            | 138 596                     |
| 2  | Асбестовский                  | Асбестовский городской округ, Малышевский городской округ, городской округ Рефтинский, городской округ Сухой Лог, частично Режевской городской округ                                                            | 133 513                     |
| 3  | Белоярский                    | Белоярский городской округ, городской округ Верхнее Дуброво, городской округ Заречный, Каменский городской округ, посёлок Уральский, частично Октябрьский район города Екатеринбург, городской округ Богданович | 125 169                     |
| 4  | Богдановичский                | Камышловский городской округ, Пышминский городской округ, Талицкий городской округ, частично городской округ Богданович, Камышловский район                                                                     | 136 615                     |
| 5  | Верхнепышминский              | Березовский городской округ, городской округ Верхняя Пышма, городской округ Среднеуральск | 131 727                     |
| 6  | Верх-Исетский                 | частично Верх-Исетский район города Екатеринбург | 135 977                     |
| 7  | Железнодорожный               | Железнодорожный район города Екатеринбург, частично Верх-Исетский район города Екатеринбург | 138 961                     |
| 8  | Кировский                     | частично Кировский, Орджоникидзевский районы города Екатеринбург | 147 355                     |
| 9  | Ленинский                     | Ленинский район города Екатеринбург | 138 238                     |
| 10 | Октябрьский                   | частично Кировский, Октябрьский районы города Екатеринбург | 137 811                     |
| 11 | Орджоникидзевский             | частично Орджоникидзевский район города Екатеринбург | 146 438                     |
| 12 | Чкаловский                    | частично Чкаловский район города Екатеринбург | 130 539                     |
| 13 | Ирбитский                     | город Ирбит, Ирбитское муниципальное образование, Тавдинский городской округ, Тугулымский городской округ, частично Байкаловский муниципальный район, Слободо-Туринский район, Таборинский район                | 138 009                     |
| 14 | Каменск-Уральский             | город Каменск-Уральский | 143 903                     |
| 15 | Кировградский                 | городской округ Верх-Нейвинский, Кировградский городской округ, Невьянский городской округ, Новоуральский городской округ                                                                                       | 139 628                     |
| 16 | Краснотурьинский              | Волчанский городской округ, Ивдельский городской округ, городской округ Карпинск, городской округ Краснотурьинск, городской округ Пелым, Североуральский городской округ                                        | 138 591                     |
| 17 | Красноуральский               | городской округ Верхняя Тура, Качканарский городской округ, городской округ Красноуральск, Кушвинский городской округ, город Лесной                                                                             | 145 605                     |
| 18 | Красноуфимский                | Артинский городской округ, Ачитский городской округ, городской округ Красноуфимск, Красноуфимский округ, Шалинский городской округ, частично Нижнесергинский район                                              | 129 983                     |
| 19 | Дзержинский                   | Верхнесалдинский городской округ, городской округ Нижняя Салда, частично Горноуральский городской округ, Дзержинский район города Нижний Тагил                                                                  | 143 612                     |
| 20 | Ленинский города Нижний Тагил | городской округ Верхний Тагил, Ленинский район города города Нижний Тагил, городской округ ЗАТО Свободный, частично Горноуральский городской округ, Тагилстроевский район города Нижний Тагил                   | 134 120                     |
| 21 | Тагилстроевский               | частично Горноуральский городской округ, Режевской городской округ, Тагилстроевский район города Нижний Тагил                                                                                                   | 129 306                     |
| 22 | Первоуральский                | Бисертский городской округ, городской округ Первоуральск, городской округ Староуткинск | 133 488                     |
| 23 | Ревдинский                    | городской округ Дегтярск, Полевской городской округ, городской округ Ревда, частично Нижнесергинский район | 144 125                     |
| 24 | Серовский                     | городской округ Верхотурский, Гаринский городской округ, Нижнетуринский городской округ, Новолялинский городской округ, Серовский городской округ, Сосьвинский городской округ                                  | 138 560                     |
| 25 | Сысертский                    | Арамильский городской округ, Сысертский городской округ, частично Чкаловский район города Екатеринбург | 127 802                     |

## Избирательная кампания

### Участники

#### Выборы по партийным спискам
По единому округу партии выдвигали списки кандидатов. Для регистрации выдвигаемого списка партиям требовалось собрать от 17 062 до 18 768 подписей избирателей (0,5 % от числа избирателей).
| 1 | За женщин России                                | Галина Еремина                                      | 24 | 58 | зарегистрирован                                                     |
| 2 | Российская экологическая партия «Зелёные»       | Игорь Рузаков • Сергей Лоскутов • Денис Гаев        | 25 | 59 | зарегистрирован                                                     |
| 3 | Коммунистическая партия Российской Федерации    | Александр Ивачев • Вячеслав Вегнер • Игорь Аксёнов  | 25 | 72 | зарегистрирован                                                     |
| 4 | Справедливая Россия                             | Сергей Миронов • Александр Бурков • Виктор Маслаков | 25 | 76 | зарегистрирован                                                     |
| 5 | Партия Роста                                    | Борис Титов • Олег Кирьянов • Борис Зырянов         | 25 | 64 | зарегистрирован                                                     |
| 6 | Патриоты России                                 | Сергей Ярутин • Аркадий Елизаров • Евгений Мартышко | 24 | 57 | зарегистрирован                                                     |
| 7 | Единая Россия                                   | Евгений Куйвашев • Аркадий Чернецкий • Сергей Носов | 25 | 77 | зарегистрирован                                                     |
| 8 | ЛДПР — Либерально-демократическая партия России | Владимир Жириновский • Данил Шилков                 | 25 | 60 | зарегистрирован                                                     |
| 9 | Гражданская Платформа                           | Сергей Милицкий • Олег Чистяков • Дмитрий Рожин     | 25 | 74 | зарегистрирован                                                     |
| 10 | Яблоко                                          | Юрий Переверзев • Дмитрий Головин • Дмитрий Москвин | 25 | 68 | зарегистрирован                                                     |
| — | Российская партия пенсионеров за справедливость | Евгений Артюх • Николай Косарев • Нафик Фамиев      | 19 | 31 | отказано в регистрации (исключено более 50 % заверенных кандидатов) |
| — | Коммунисты России                               | Илья Ульянов • Татьяна Гурьева • Герман Мазур       | 25 | 78 | отказано в регистрации (не представлены документы для регистрации)  |
| — | Родина                                          | Владимир Шабанов • Юлия Красничкова • Сергей Иванов | 25 | 68 | отказано в регистрации (не представлены документы для регистрации)  |
| *Региональная группа соответствует одному одномандатному округу и должна включать от 1 до 3 кандидатов. Региональных групп должно быть от 20 до 25. |                                                 |                                                     |    |    |                                                                     |
| **Без учёта выбывших кандидатов. Общее число кандидатов должно быть от 61 до 78 человек.                                                            |                                                 |                                                     |    |    |                                                                     |

#### Выборы по округам
По 25 одномандатным округам кандидаты выдвигались как партиями, так и путём самовыдвижения. Кандидатам требовалось собрать 3 % подписей от числа избирателей соответствующего одномандатного округа.
| Партия | Партия                                          | Кандидатов | Кандидатов       |
| Партия | Партия                                          | Выдвинуто  | Зарегистрировано |
| ------ | ----------------------------------------------- | ---------- | ---------------- |
|        | Воля                                            | 3          | 0                |
|        | Гражданская Платформа                           | 11         | 10               |
|        | Единая Россия                                   | 23         | 23               |
|        | За женщин России                                | 1          | 1                |
|        | Зелёные                                         | 15         | 14               |
|        | Коммунистическая партия Российской Федерации    | 23         | 23               |
|        | ЛДПР — Либерально-демократическая партия России | 24         | 23               |
|        | Партия пенсионеров России                       | 25         | 24               |
|        | Партия Роста                                    | 21         | 19               |
|        | Патриоты России                                 | 19         | 16               |
|        | Родина                                          | 9          | 0                |
|        | Российская партия пенсионеров за справедливость | 21         | 16               |
|        | Справедливая Россия                             | 23         | 20               |
|        | Яблоко                                          | 5          | 5                |
|        | Самовыдвижение                                  | 12         | 2                |
| Всего  | Всего                                           | 235        | 196              |

## Результаты выборов
| Законодательное собрание Свердловской области VII созыва |                                                 |                                       |                      |                      |       |       |        |
| Партия                                                   | Партия                                          | Кандидатов (общ. список)              | Голоса (общ. список) | Голоса (общ. список) | Места | Места | Места  |
| Партия                                                   | Партия                                          | Кандидатов (общ. список)              | No.                  | %                    | До    | После | +/–    |
|                                                          | Единая Россия                                   | 77                                    | 566 694              | 40,26                | 29    | 35    | ▲6     |
|                                                          | Справедливая Россия — За правду                 | 76                                    | 237 142              | 16,85                | 9     | 5     | ▼-3    |
|                                                          | Либерально-демократическая партия России        | 60                                    | 223 867              | 15,90                | 4     | 4     | ▬      |
|                                                          | Коммунистическая партия Российской Федерации    | 72                                    | 194 544              | 13,82                | 8     | 4     | ▼-4    |
| Партии, не прошедшие 5-процентный барьер                 |                                                 |                                       |                      |                      |       |       |        |
|                                                          | РОДП «Яблоко»                                   | 68                                    | 46 736               | 3,32                 | -     | 0     | новая  |
|                                                          | За женщин России                                | 58                                    | 31 292               | 2,22                 | -     | 0     | новая  |
|                                                          | Партия Роста                                    | 64                                    | 24 205               | 1,72                 | -     | 0     | новая  |
|                                                          | Зелёные                                         | 59                                    | 22 561               | 1,60                 | -     | 0     | новая  |
|                                                          | Патриоты России                                 | 57                                    | 10 496               | 0,75                 | -     | 0     | новая  |
|                                                          | Гражданская Платформа                           | 74                                    | 6410                 | 0,46                 | -     | 0     | новая  |
| Партии и силы, прошедшие только по одномандатным округам |                                                 |                                       |                      |                      |       |       |        |
|                                                          | Российская партия пенсионеров за справедливость | 0                                     | -                    | -                    | -     | 1     | новая  |
|                                                          | Самовыдвижение                                  | -                                     | -                    | -                    | -     | 1     | новая  |
|                                                          |                                                 |                                       |                      |                      |       |       |        |
| Действительных голосов                                   | Действительных голосов                          | Действительных голосов                | 1 365 958            | 96,89                | -     | -     | -      |
| Недействительных голосов                                 | Недействительных голосов                        | Недействительных голосов              | 43 725               | 3,11                 | -     | -     | -      |
| Всего                                                    | Всего                                           | Всего                                 | 1 409 683            | 100                  | 50    | 50    | ▬      |
| Зарегистрированных избирателей / Явка                    | Зарегистрированных избирателей / Явка           | Зарегистрированных избирателей / Явка | 3 427 671            | 41,31                | -     | -     | ▼-9,66 |